# Ate
Ate [até] (starogrško Ἄτή: Até) je v grški mitologiji boginja nesreče. Je Zevsova hči, njena mati pa ni znana.
Homer jo omenja v Iliadi kot zaveznico Here. Le-ta jo je uporabila, da je Zevs prisegel, da bo njegov smrtni potomec velik voditelj. Hera je tako preprečila rojstvo Herkula in tako se je pred njim rodil Evristej. Ko je Zevs ugotovil, da sta ga izigrali, je vrgel Ato na Zemljo in ji prepovedal vrnitev na Olimp. Ate je potem hodila po svetu in povzročala nesrečo med smrtniki.
Po njej se imenuje asteroid 111 Ata (111 Ate).